# Umbilicariales
De Umbilicariales vormen een orde van Lecanoromycetes uit de subklasse van Umbilicariomycetidae.
Tot deze orde behoren bepaalde soorten korstmossen.

## Taxonomie
De taxonomische indeling van de Umbilicariales is als volgt:
Orde: Umbilicariales
- Familie: Elixiaceae
- Familie: Fuscideaceae
- Familie: Ophioparmaceae
- Familie: Ropalosporaceae
- Familie: Umbilicariaceae